# Vavta vas
Vavta vas (v preteklosti Valta vas, nemško Waltendorf) je naselje v Občini Straža. 
Gručasto naselje leži na terasi na desnem bregu Krke ob cesti Novo mesto - Podturn - Črnomelj, od katere se tu odcepi cesta Novo mesto - Soteska in prečka Krko. Pri mostu se odcepi tudi cesta proti jugu proti Drganjim selom.
V naselju je Osnovna šola Vavta vas, ki je leta 2018 praznovala svojo 140-letnico. Pri osnovni šoli je posajenih 14 lip, za vsako desetletje delovanja ena. Prvotna šolska stavba ("stara šola") stoji poleg župnijske cerkve. V spomin na začetek šolskega pouka v Vavti vasi aprila 1878 je praznik občine Straža 22. aprila. Leta 1908 so odprli novo šolo na vzhodnem robu Vavte vasi, takratno trirazrednico. Šola je bila dozidana še v letih 1963, 1987 in 2004. Nasproti šole je Petrolova bencinska črpalka. 
V Vavti vasi je sedež župnije Vavta vas, ki obsega zahodni del občine Straža. Župnijska cerkev je posvečena svetemu Jakobu, zato gre skozi kraj Jakobova pot, označena z rumenimi školjkami in puščicami. Pri cerkvi je pokopališče.
Ob reki Krki stojita žaga in delno obnovljen Dularjev mlin, ki sodi med najstarejše in največje mline na reki Krki. Prva omemba mlina sega v leto 1502. Leta 2015 sta bila mlin in žaga razglašena za kulturni spomenik lokalnega pomena in tudi delno obnovljena. V tem mlinu in na Dularjevi domačiji se dogaja velik del pripovedi pisatelja Jožeta Dularja.
Prostovoljno gasilsko društvo Vavta vas je bilo ustanovljeno leta 1907. Sedanji gasilski dom je v Straži v stavbi, kjer je tudi sedež občine, PGD pa ohranja poimenovanje po Vavti vasi, kjer je bil prvotni gasilski dom ob mostu čez Krko.
Preko polja občasno teče ponikalnica Globočec, ki izvira iz obrha v Drganski lesi in ponikuje v vodni jami Karlovec, v kateri živi človeška ribica.

## Galerija
- Razglednica iz leta 1923 s pogledom na Vavto vas s severa, iz Straže, z levega brega Krke
- Župnijska cerkev sv. Jakoba.